# Kampf (Zeitschrift)

Titel der Ausgabe von 1904

Der Kampf war eine anarchistische Zeitschrift und galt als eine der herausragenden Publikationen des deutschsprachigen Bohème-Anarchismus. Sie erschien wöchentlich in Berlin von 1902/1904 bis 1905 mit 26 Ausgaben, einer Auflage bis zu 10.000 Exemplaren und insgesamt 788 Seiten.

## Geschichte
Vorgänger von der Kampf war eine gleichnamige Zeitschrift von 1902, ebenfalls herausgegeben von Johannes Holzmann (Pseudonym: Senna Hoy), zeitweilig zusammen mit A. Bernstein. Erschienen in Berlin von 1902 bis 1903 mit dem Untertitel „Blätter zur Bekämpfung der öffentlichen und geheimen Missstände“. Nach den Hinweisen des Autors Walter Fähnders gibt es keine erhaltenen Ausgaben mehr, sodass die Herausgabe bislang nicht eindeutig nachgewiesen werden konnte.
Am 6. Februar 1904 erschien der Kampf mit dem Hinweis „Neue Folge“ und dem Untertitel: „Zeitschrift für gesunden Menschenverstand“. Herausgeber waren Johannes Holzmann und Werner Karfunkelstein (Pseudonym: Werner Daya). Finanzielle Unterstützung erhielt das Blatt von dem Bankier Benedict Friedländer, der dem Anarchismus nahestand. Die ersten Ausgaben von der Kampf waren „radikal-freiheitlich“ orientiert ohne direkten Bezug zum Anarchismus. In der Nr. 1 vom 6. Februar 1904 schrieb Johannes Holzmann, dass der Inhalt und die Mitarbeit an der Zeitschrift für alle offenstand, welche sich für freiheitliche Bewegungen einsetzten, sei es in kultureller, wirtschaftlicher, politischer oder künstlerischer Hinsicht.

Seite zur Konfiszierung eines Heftes wegen Majestätsbeleidigung in Ausgabe 19, 24. Februar 1905

Publiziert wurden Artikel über die revolutionäre Bewegung in Russland, die Rechte von Homosexuellen, kritische Beiträge über Kunst, zum Beispiel die 7-teilige Essay-Reihe „Pastellbilder der Kunst“ sowie Prosa und Lyrik. Große Beachtung wurde der Frauenliteratur eingeräumt. Artikel von unter anderem Gisela Bogenhardt, Fedosia Steininger, Else Lasker-Schüler, Maria Eichhorn und Maria Holma. Darüber hinaus veröffentlichten Paul Eckhard, Rudolf Kurtz, Erich Mühsam, Franz Pfemfert, Theodor Etzel (der ebenfalls in Der arme Teufel veröffentlichte), Paul Scheerbart und andere. Bezugnehmend auf den Untertitel schrieb Holzmann in der Nr. 11 (S. 305), „daß der gesunde Menschenverstand heut das revolutionärste bedeutet...“. Von den 25 erschienenen Ausgaben wurden 11 verboten beziehungsweise konfisziert. 1905 musste der Herausgeber Holzmann in die Schweiz flüchten, worauf die Zeitschrift eingestellt wurde.

## Kritik
1905 wurde Johannes Holzmann von der Zeitung „Dresdner Nachrichten“ als
„geistiger Leiter des Berliner Anarchismus“ bezeichnet. Daraufhin antworteten zwei Berliner Anarchistengruppen von den Zeitschriften „Der freie Arbeiter“ und Der Anarchist, dass er und der Kampf keine Beziehungen zu ihrer Bewegung hätten. Auch Gustav Landauer stand dem Kampf skeptisch gegenüber und soll nach Angaben des Historikers Max Nettlau die Zeitschrift nach Erhalt in den Papierkorb geworfen haben.

## Gleichnamige anarchistische Zeitschriften
- Der Kampf, erschienen in Berlin mit einer Ausgabe (Nr. 1) 1879. Eine in der Illegalität verbreitete Zeitschrift, herausgegeben von Emil Werner mit einer Auflage von 1000 Exemplaren. Bereits die Nr. 1 wurde von der Polizei beschlagnahmt[5].
- Kampf! Organ für Anarchismus und Syndikalismus. Herausgegeben von A. Fricke, Paul Schreyer und anderen. Erschienen von 1912 bis 1914 mit einer Auflage von zwischen 2000 und 4000 Exemplaren mit insgesamt 24 Ausgaben. Der Kampf soll aus Unzufriedenheit mit der Zeitschrift „Der freie Arbeiter“ erschienen sein[6].

## Bibliographische Angaben
- Kampf. Zeitschrift  für gesunden Menschenverstand.  Holzmann, Berlin,  Nr. 1, 1904 (6. Februar) – 26, 1905 (14. April) (DNB 551462906).
- Kampf. Zeitschrift  für gesunden Menschenverstand. Reprint der Ausgabe Berlin 1904–1905. Topos Verlag, Vaduz 1988, ISBN 3-289-00386-8 (DNB 881152706).